# Социальная ответственность
Социальная ответственность — этический принцип, заключающийся в том, что для реализации общественного долга в процессе принятия решений необходим учёт не только интересов индивидов или организаций, принимающих эти решения, но и интересов, ценностей и целей широких социальных групп и общества в целом.

## Социальная ответственность и этичное поведение
Проблемой должного традиционно занимается этика, потому на практике социальная ответственность и этичное поведение смешиваются. Исследователи расходятся по вопросу о связи социальной ответственности и этичного поведения. Дж. Фишер в своём обзоре в 2004 году привела четыре разных мнения о соотношении этих терминов:
1. социальная ответственность — это этика в контексте организаций. Сторонники этой точки зрения указывают на то, что в основе этических действий лежат личные убеждения, которых у организации по определению быть не может;
2. этика относится к индивидам внутри организации, а социальная ответственность — к действиям организации в целом;
3. это два совершенно разных понятия;
4. социальная ответственность — это широкое понятие, охватывающее в том числе и этику.

## Корпоративная социальная ответственность
«Социальная ответственность бизнеса» — одна из разновидностей корпоративной социальной ответственности.